# GOG.com
Pour les articles homonymes, voir GOG.
GOG.com (anciennement Good Old Games) est un service commercial de distribution numérique de jeux vidéo sans DRM en ligne, mis en place en 2008 par l'éditeur polonais CD Projekt.
Le service vend des jeux classiques sur PC, mis à jour afin de fonctionner sans encombre sous les dernières versions de Windows. Certains jeux sont également compatibles avec OS X et Linux. Parfois la compatibilité est assurée par l'utilisation de DOSBox ou ScummVM. À l'opposé de la plupart des plates-formes de distribution de contenu en ligne, comme Steam, GOG.com n'utilise aucun système de gestion des droits numériques (DRM). De même les utilisateurs n'ont pas besoin d'utiliser de logiciel client particulier pour télécharger et exécuter leurs jeux, même si un gestionnaire de téléchargement optionnel est disponible.
En plus d'acheter des jeux, les clients peuvent télécharger de nombreux bonus en rapport avec les jeux qu'ils ont acquis. Généralement ces contenus additionnels incluent la bande originale du jeu, des  fonds d'écran, des avatars et un manuel d'instruction.
Depuis les années 2010, la plate-forme s'oriente ostensiblement vers la scène du jeu vidéo indépendant en proposant régulièrement des titres issus de cette mouvance. Plusieurs jeux renommés tels Papers, Please, FTL: Faster Than Light ou encore Amnesia: The Dark Descent sont ainsi disponibles sur GOG.com.

## Histoire
Le 26 mars 2009, GOG.com a annoncé un accord avec Ubisoft pour publier des titres de leur catalogue passé. C'est le premier accord avec un major de l'édition électronique pour la distribution de contenus sans DRM.
Le 27 août 2014, GOG.com a annoncé l'arrivée des films sur le site à la vente avec deux films gratuits avec la possibilité de les télécharger ou les regarder en ligne depuis le site.
Au 6 mars 2018,  2 349 jeux ou compilation de jeux ainsi que 55 films sont disponibles sur GOG.com.
Le 22 mai 2019, GOG.com a annoncé l'arrivée d'une mise à jour de son client de jeux, GOG Galaxy. Cette mise à jour (GOG Galaxy 2.0) permet d'interagir avec les utilisateurs de GOG.com, comme ce qui est déjà le cas, mais aussi d'interagir avec les jeux et joueurs d'autres plateformes tels que Steam, Origin, UPlay, ou l'Epic Games Store. Le client de jeux GOG Galaxy 2.0 ouvre sa version beta le 25 juin 2019.